# Serra de Mira
La Serra de Mira és un sistema muntanyenc pertanyent al sistema Ibèric, que comença a les elevacions situades entre els termes de Camporrobles i Mira, en el límit de les províncies de València i Conca, segueix en direcció al NE a través dels termes d'Aliaguilla, Garaballa i Talayuelas, per una línia de crestes amb altituds entre 1.200 i 1.430 m., i acaba a la vall del Túria, entre els termes de Toixa i Aras de los Olmos.

## Característiques
És un massís fonamentalment calcari, amb afloraments de gresos. Les elevacions més importants són el Cabero (1.398 msnm), el Caballuelo (1.403), la Mazmorra (1.411), el Pelado (1.422), i el Pic Ranera (1.430); des d'aquest últim es poden observar la majoria de llocs d'interès de la zona.
Pel seu territori discorren diverses vies pecuàries, com la Canyada Reial del Regne de València o la Canyada Real número dotze o del Collado de Pedro Chova.

## Flora
A la Serra es pot apreciar una gran riquesa i variabilitat quant a flora i vegetació, gràcies a reunir-se allí diversos factors entre els quals destaquen:
- Una situació geogràfica pont entre dues regions naturals, tan peculiars i diferenciades, com són l'altiplà ibèrica i el litoral mediterrani.

- Una gran variabilitat de substrats geològics, des quarsites paleozoiques fins planes quaternàries d'al·luvió passant per importants masses de gresos i conglomerats triàsics, calcàries juràssiques i cretàciques i diverses roques sedimentàries terciàries.

Dins de les múltiples espècies que es presenten, algunes de les més representatives serien el Quercus pyrenaica, la Cytisus scoparius, la Viola riviniana o la Erica cinerea.

## Fauna
A la Serra podem trobar un nombre de mamífers com senglars, cabirols, conills, llebres i algun cérvol. Les espècies protegides són l'esquirol, l'eriçó comú, la fagina, el teixó, la geneta i el gat salvatge. Hi ha un gran nombre d'aus que utilitzen la llacuna de Talayuelas com a lloc de nidificació, aquest és el cas de l'ànec collverd, el rascló, la polla d'aigua o la fotja. Es poden trobar a més amfibis i rèptils de gran interès, destacant el salamandra, que sent escàs a Conca, a la llacuna manté una bona població. També compta amb un rica varietat entomològica.

## Espais protegits
Al començament del segle XXI es van declarar tres espais naturals protegits sota la denominació de Microreserva:
- El Molón: L'any 2000 el govern valencià va crear aquesta microreserva per protegir l'Armeria filicaulis, la Phyllitis scolopendrium i la Pimpinella tragium.
- El Pico del Pelado: Aquesta microreserva va ser creada el 2002 pel govern de Castella-la Manxa amb l'objectiu fonamental de protegir l'espècie de flora, Erodium celtibericum, catalogada com a "vulnerable" i d'escassa representació a la regió. Es tracta d'un endemisme del Sistema Ibèric restringit a les crestes calcàries més descarnades i exposades, preferint les orientacions més humides.[6]
- La Llacuna de Talayuelas: Protegida el 2003, aquesta zona humida de fons de vall envoltada per pujols, deu la seua importància a les seues particularitats hidroquímiques i geomorfològiques, així com a la seua flora i la seua fauna, constituint una illa de diversitat biològica.

## Zones d'interès
- Font del Rebollo: Manantial natural situat en un paratge completament de muntanya, de pins i matolls, de vegetació autòctona, salvatge. Hi ha habilitada una àrea recreativa i de descans.
- Fonte del Buitre: Manantial natural.
- Mina Santa Filomena: Aquesta mina, coneguda ja al segle xviii, va ser registrada per una societat de Conca sobre el 1850. Al començament del segle xx va ser novament demarcada amb el nom de La Felicidad, establint algunes curtes a cel obert que van fer desaparèixer el pou, del qual ara és possible reconèixer només un petit tram en una de les curtes. L'esvoranc principal va ser convertit posteriorment en font, coneguda com la Font de la Mina, mitjançant una represa que reté l'aigua i que inunda tota la galeria.[7]
- El Molón: Jaciment preromà i andalusí situat al terme municipal de Camporrobles.
- El Molón II: Petit assentament fortificat preromà situat en els contraforts de la serra de Mira, que constitueix el principal accident geogràfic de la zona, clarament vinculat amb el seu homònim valencià (El Molón).
- La Plaza de Sobrarias: Jaciment preromà localitzat cap al nord-est d'Aliaguilla.
- El Picarcho: Jaciment arqueològic de l'edat del bronze situat al nord de Camporrobles.
- Llacuna de Talayuelas: Aiguamoll envoltat per pujols, deu la seua importància a les seues particularitats hidroquímiques i geomorfològiques, així com a la seua flora i la seua fauna.
- La plaça de bous de Talayuelas: Extraordinari congost de terres vermelles, formada per l'erosió d'anys, per acció del vent i de l'aigua.
- Pic Ranera: Des del seu cim de 1430m s'observen la majoria de llocs d'interès de la zona, com són l'embassament de Benaixeve, la Llacuna de Talayuelas, la Plaça de Bous, Talayuelas, Landete, Mira, Garaballa, el Castell de Moya i la plaça de Sobrarias de Aliaguilla.

## Curiositats
Al nucli antic de la Vila de Vallecas, és molt comú els noms dels carrers amb temàtica geogràfica: serres, muntanyes, rius, llacs, ports, etc. Molt a prop de l'estació de Congosto es troba el carrer Serra de Mira.